# Щитът (кеч)
„Щитът“ (на английски: The Shield) е професионален кеч отбор в Световната федерация по кеч (WWF/WWE). Състои се от Дийн Амброус и Роман Рейнс. „Щитът“ дебютира в WWE на турнира „Survivor Series 2012“ като помагат на Си Ем Пънк да си запази WWE титлата в мач срещу Джон Сина и Райбек, като правят тройна бомба на Райбак в коментаторската маса, а Си Ем Пънк спокойно тушира изтощения Джон Сина.
Интро песни
- Special Op By Jim Johnston (WWE) (16 декември 2012 – 11 март 2019)

## Завършващи движения
Общи
- Тройна Бомба
- Разсеяно копие (Роман Рейнс забожда копие, докато двете ръце на противника са заети или е разсеян от Сет Ролинс, или Дийн Амброуз и не може да контролира)

Роман Рейнс
- Копие
- Юмрукът на Супермен

Дийн Амброус
- Мръсната работа
- Падащ лист
- Саблен удар

Сет Ролинс
- Бордюр
- Superkick, докато опонентът стои на колена
- Ракетен падащ лист
- Отскок с коляно от въжетата или от най-горното въже

## Титли и отличия
- Отборни шампиони (1 път) – Сет Ролинс и Роман Рейнс
- Шампион на Съединените щати (1 път) – Дийн Амброус